# 47. ročník udílení Filmových cen Britské akademie
47. ročník udílení Filmových cen Britské akademie se konal v roce 1994. Ocenění se předávalo nejlepším filmům a dokumentům britským i mezinárodním, které se promítaly v britských kinech v roce 1993.

## Vítězové a nominovaní
Tučně jsou označeni vítězové.
| Nejlepší film | Nejlepší režisér |
| --- | --- |
| Schindlerův seznam - Piano - Soumrak dne - Krajina stínů | Steven Spielberg - Schindlerův seznam - Jane Campion - Piano - James Ivory - Soumrak dne - Richard Attenborough - Krajina stínů                                                                                                  |
| Nejlepší herec v hlavní role | Nejlepší herečka v hlavní roli |
| Anthony Hopkins – Soumrak dne - Daniel Day-Lewis – Ve jménu otce - Anthony Hopkins – Krajina stínů - Liam Neeson – Schindlerův seznam                                                        | Holly Hunter – Piano - Emma Thompson – Soumrak dne - Debra Winger – Krajina stínů - Miranda Richardson – Tom a Viv |
| Nejlepší herec ve vedlejší roli | Nejlepší herečka ve vedlejší roli |
| Ralph Fiennes – Schindlerův seznam - Tommy Lee Jones – Uprchlík - John Malkovich – S nasazením života - Ben Kingsley – Schindlerův seznam                                                    | Miriam Margolyes – Věk nevinnosti - Winona Ryder – Věk nevinnosti - Holly Hunter – Firma - Maggie Smith – Tajemná zahrada |
| Nejlepší původní scénář | Nejlepší adaptovaný scénář |
| Na Hromnice o den více - Danny Rubin a Harold Ramis - Piano - Jane Campion - S nasazením života - Jeff Maguire - Samotář v Seattlu – Nora Ephron, David S. Ward, Jeff Arch                   | Schindlerův seznam – Steven Zaillian - Vůně ženy - Bo Goldman - Soumrak dne - Ruth Prawer Jhabvala - Ve jménu otce - Terry George, Jim Sheridan - Krajina stínů - William Nicholson                                              |
| Nejlepší kamera | Nejlepší britský film |
| Schindlerův seznam - Janusz Kamiński - Věk nevinnosti - Michael Ballhaus - Piano - Stuart Dryburgh - Soumrak dne - Tony Pierce-Roberts                                                       | Krajina stínů - Pršící kameny - Nahý - Tom a Viv |
| Nejlepší původní hudba | Nejlepší zvuk |
| Schindlerův seznam - John Williams - Aladin - Alan Menken - Samotář v Seattlu - Marc Shaiman - Piano - Michael Nyman                                                                         | Uprchlík - Schindlerův seznam - Jurský park - Piano |
| Nejlepší produkční design | Nejlepší speciální efekty |
| Piano - Andrew McAlpine - Věk nevinnosti - Dante Ferretti - Dracula - Thomas Sanders - Schindlerův seznam - Allan Starski                                                                    | Jurský park - Dennis Muren, Stan Winston, Phil Tippett, Michael Lantieri - Uprchlík - William Mesa, Roy Arbogast - Dracula - Roman Coppola, Gary Gutierrez, Michael Lantieri, Gene Warren Jr. - Aladin- Don Paul, Steve Goldberg |
| Nejlepší kostýmní design | Nejlepší masky |
| Piano - Janet Patterson - Schindlerův seznam - Anna Sheppard - Dracula - Eiko Ishioka - Mnoho povyku pro nic - Phyllis Dalton - Orlando - Sandy Powell                                       | Orlando - Addams Family Values - Dracula - Schindlerův seznam |
| Nejlepší střih | Nejlepší cizojazyčný film |
| Schindlerův seznam - Michael Kahn - S nasazením života - Anne Coates - Uprchlík - Dennis Virkler, David Finfer, Dean Goodhill, Don Brochu, Richard Nord, Don Hoenig - Piano - Veronika Jenet | Sbohem, má konkubíno - Srdce v zimě - Jako voda na čokoládu - Indočína |